# Jean Louis Martin Castagne
Jean Louis Martin Castagne (ur. 11 listopada 1785 w Marsylii, zm. 17 marca 1858 w Miramas) – francuski botanik i mykolog.

## Życiorys
Urodził się w rodzinie kupieckiej w Marsylii. Jako młody mężczyzna pracował w bankowości w swoim rodzinnym mieście. W 1814 r. przeniósł się do Konstantynopola w imieniu firmy rodzinnej, a w 1820 r. objął stanowisko zastępcy handlowego w Konstantynopolu. W 1833 r. powrócił do Francji, ostatecznie osiedlając się w mieście Miramas, w którym w 1846 r. został mianowany burmistrzem.

## Praca naukowa
Rośliny i grzyby były jego hobby. Badał je podczas podróży po Francji, Szwajcarii, Holandii i Anglii. Zajmuje się także patogenami roślin. W 1842 r. opublikował swoje Observations ques plantes sur quelacotylédonées de la famille des Urédinées et …, w którym opisał ich 3 rodzaje i 27 gatunków. Jest członkiem wielu akademii i towarzystw naukowych: Akademii Marsylii i Aix, Asian Society of Paris, Towarzystwa Lekarskiego w Marsylii, Towarzystwa Rolniczego w Marsylii, Towarzystwa Fizyki i Historii Naturalnej w Genewie, Towarzystwa Nauk Przyrodniczych w Cherbourg. Jego nazwiskiem nazwano 14 taksonów.
Zgromadzony przez siebie wielki zielnik, rękopisy i bibliotekę przekazał testamentem swojemu uczniowi Alphonse Derbès. Obecnie zielnik Castagne jest przechowywany na Wydziale Nauk Przyrodniczych Uniwersytetu w Prowansji.
Przy naukowych nazwach opisanych przez niego taksonów dodawane jest jego nazwisko Castagne.